# Torila
Torila es una aldea del municipio de Peipsiääre, en el condado de Tartu, Estonia, con una población censada a final del año 2011 de 45 habitantes. 
Se encuentra ubicada al noreste del condado, cerca del río Emajõgi, de la orilla occidental del lago Peipus y de la frontera con Rusia y el condado de Jõgeva.